# Иерузалем, Вильгельм
Вильгельм Иерузалем (нем. Wilhelm Jerusalem; 11 октября 1854, Дрениц, Богемия — 15 июля 1923, Вена, Австрия) — австрийский историк, психолог, педагог.
Приверженец Фехнера и Вундта. Написал: «Alexanders des Grossen Leben und Thaten» (B., 1885); «Psychologische Sprachbetrachtung» (1886); «Lehrbuch der empirischen Psychologie» (1890). Книга о слепоглухонемой американке Лоре Бриджмен «Laura Bridgeman: Erziehung einer Taubstumm-Blinden» (1891).
Герберт Gantschacher: забыли хватай! — Обмен письмами между австрийско-еврейского философа Вильгельма Иерусалиме и американской слепоглухими автор Хелен Келлер. — Знак Дело в Вене 2009.
Среди учеников Иерузалема были политик Карл Реннер, композитор Виктор Ульман, поэт Антон Вильдганс.